# Hamilton Campbell

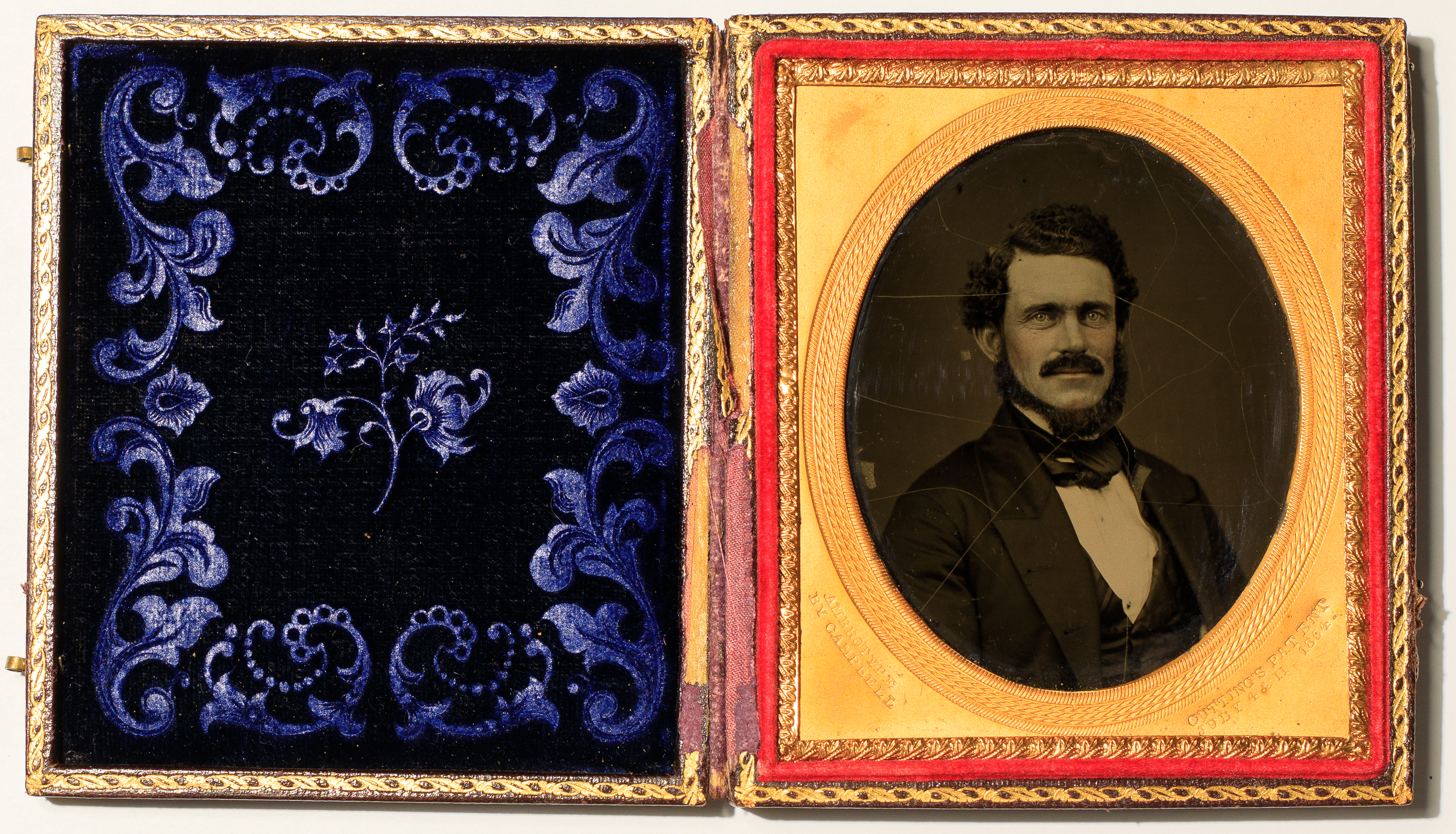
Porträt eines unbekannten Mannes. Ambrotypie (Sechstelplatte) von Hamilton Campbell, zwischen 1854 und 1862.

Hamilton Campbell (* um 1812 in Kanawha County, West Virginia; † 12. Juni 1863 im Nordwesten Mexikos) war ein amerikanischer Daguerreotypist, Ambrotypist, Missionar, Graveur und Tischler. Campbell ist heute als einer der frühen Fotografen in Oregon und Kalifornien bekannt, wobei nur wenige seiner Werke erhalten sind.

## Leben und Werk

### Frühe Jahre
Hamilton Campbell kam um 1812 in dem heutigen Kanawha County in West Virginia zur Welt. Sein Vater Robert Campbell war als schottischer Einwanderer in die Vereinigten Staaten gekommen und hatte sich im Salzbergbau unternehmerisch betätigt. Am 5. Februar 1835 heiratete Campbell Harriet B. Biddle, eine Achtzehnjährige aus Virginia. Mehrere Jahre lang lebten die beiden in Springfield, Illinois, wo Campbell als Tischler arbeitete. Eine Tochter Mary wurde im Jahr 1838 oder 1839 geboren.

### Als Missionar in Oregon

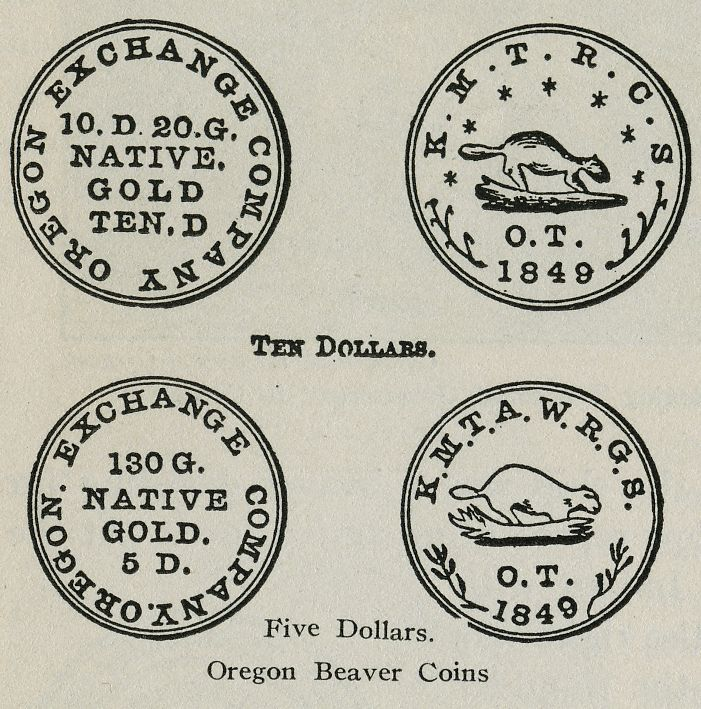
Zeichnerische Darstellung der „Beaver Coins“ der Oregon Exchange Company

Ende September 1838 hörten Campbell und seine Frau eine Predigt des Missionars Jason Lee (1803–1845), der neue Siedler für Oregon anwarb. Daraufhin entschlossen sie sich zum Aufbruch in das noch weitgehend unerschlossene Oregon Country an der Westküste Nordamerikas. Als Teil einer Gruppe von 51 Missionaren kamen die Campbells per Schiff am 1. Juni 1840 in Fort Vancouver an. In der Nähe von Salem betätigte Campbell sich als Aufseher einer Schule und im Jahr 1849 stellte er die Gravuren für die „Beaver Coins“, Goldmünzen der Oregon Exchange Company, her. Im Jahr 1850 ist Campbell als Tischler im Marion County nachgewiesen. Zu diesem Zeitpunkt gehörten neben seiner Frau und der Tochter Mary auch die Tochter Maria (neun Jahre alt), der Sohn Gustavus (acht), sowie die Töchter Harriette (sechs) und Lydia (drei) zur Familie. Im Jahr 1851 beteiligte sich Campbell an der Konstruktion des Schiffes Canemah. Als die von Jason Lee gegründete Missionsstation geschlossen wurde, siedelten  Campbell und seine Familie in das Chehalem Valley in Oregon über, wo Campbell die indigene Bevölkerung in deren eigener Sprache zu missionieren versuchte.

### Erste Tätigkeit als Fotograf in Oregon
Im Jahr 1854 eröffnete Campbell in Corvallis, Oregon, ein Porträtstudio. In einer Anzeige im Portland Weekly Oregonian vom 28. März 1857 bot er neben Daguerreotypien und Ambrotypien auch fotografisches Zubehör an. Aus dieser Anzeige geht auch hervor, dass er neben Porträts auch Landschafts- und Architekturaufnahmen anfertigte. Neben seiner Tätigkeit als Fotograf betätigte Campbell sich auch als Graveur, Uhrmacher und Juwelier. Darüber hinaus bot er Reparaturen für Musikinstrumente an und vertrat eine Firma für Nähmaschinen. Im Juni 1857 gab Campbell bekannt, er werde ein Porträtstudio in Eugene, Oregon, eröffnen. Zu diesem Zeitpunkt bot er auch Ferrotypien an.
Den Sommer 1858 verbrachte Campbell in San Francisco mit einem Künstler, den er als „einen der besten praktischen und beliebtesten Fotografen in Europa oder Amerika“ beschreibt. Im darauffolgenden Herbst kehrte er nach Salem zurück und eröffnete eine eigene Galerie. Ende des Jahres gab Campbell an, er würde sich selbst um seine Galerie in Salem kümmern, während ein Angestellter für die Galerie in Corvallis zuständig sei.

### Fotograf in San Francisco

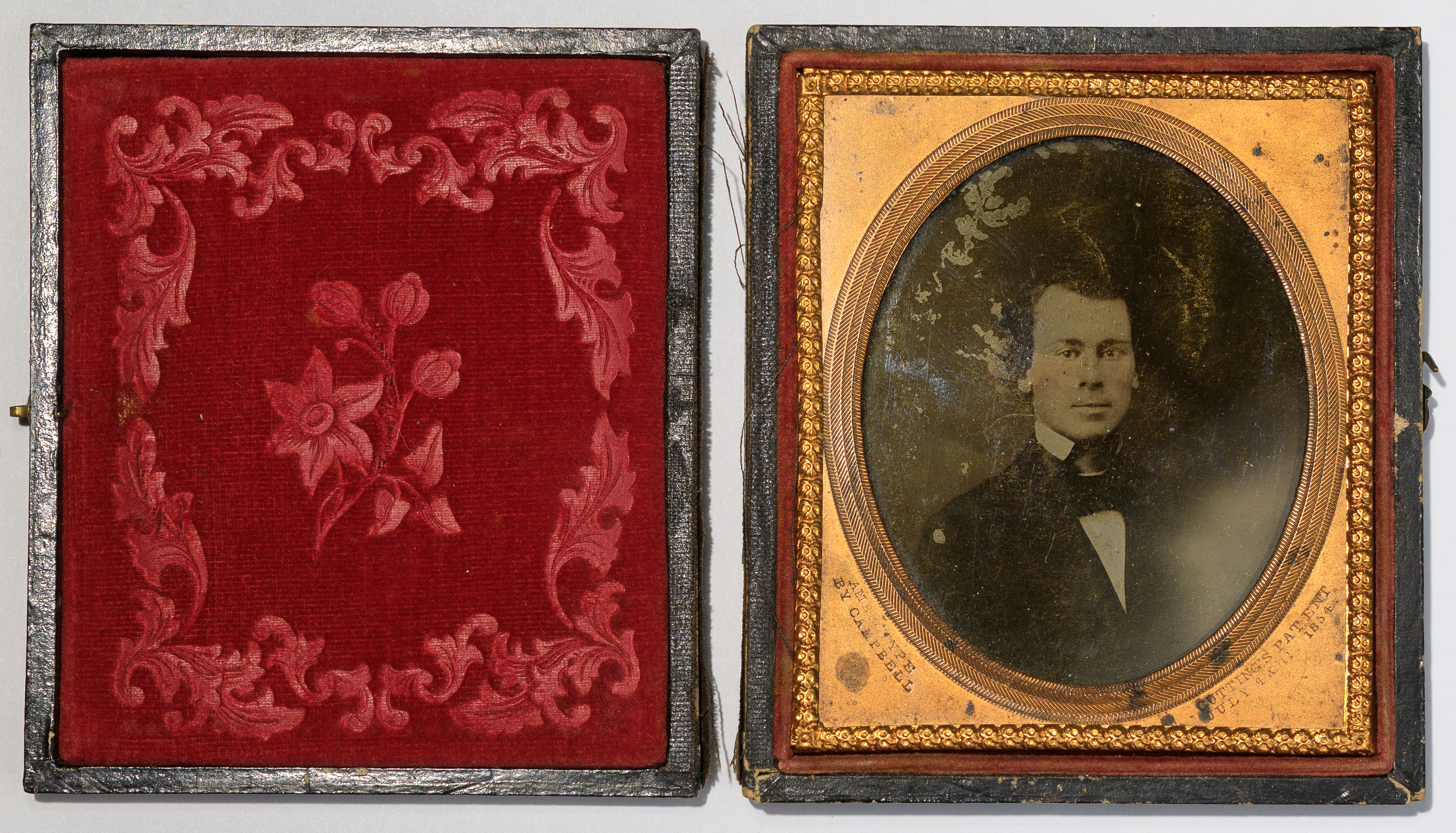
Porträt eines unbekannten Mannes. Ambrotypie (Sechstelplatte) von Hamilton Campbell, zwischen 1854 und 1862.

Im Jahr 1858 oder 1859 zogen Campbell und seine Familie von Oregon nach San Francisco. Der United States Census 1860 verzeichnet neben den bereits erwähnten Familienmitgliedern drei weitere Kinder: Esther, Sarah und William. Im April 1860 ist Campbell neben William Henry Towne (1835–1884) als Mitinhaber einer Galerie in der Montgomery Street 115 belegt. In den Jahren 1860 und 1861 betrieb Campbell gemeinsam mit Alexander Edouart, Sr. (1818–1892) eine Galerie in der Washington Street 182. Im Jahr 1862 eröffnete er eine eigene Galerie in der Kearny Street 622.

### Tod in Mexiko
Im Jahr 1862 ging Campbell mit seiner Familie wieder zurück nach Oregon. Dann nahm er eine neue Tätigkeit als Aufseher der Merramarra Mine im nordwestlichen Mexiko an. Am Nachmittag des 12. Juni 1863 wurde er von einem mexikanischen Arbeiter ermordet. In einem Bericht der Zeitung Oregon Statesman vom 3. August desselben Jahres heißt es dazu:
| Mr. Campbell […] was kneeling down by a large jar of water, in which he was washing and asorting [sic] silver ore, with the intention of sending it for assay to San Francisco, when the cowardly assassin, standing behind him, struck him on the head with a steel bar, crushing the skull in a frightful manner. Death must have been instantaneous, as only one blow was struck. The murderer then robbed his victim, taking from his pockets between forty and fifty dollars and a pistol, and escaped to the mountains. | Mr. Campbell […] kniete vor einem großen Wassergefäß, in dem er Silbererz in der Absicht, es zur Prüfung nach San Francisco zu schicken, wusch und sichtete, als der feige Mörder ihm von hinten auf fürchterliche Weise mit einer Stahlstange den Kopf einschlug. Da es nur einen Schlag gab, muss der Tod wohl sofort eingetreten sein. Daraufhin raubte der Mörder das Opfer aus, nahm zwischen vierzig und fünfzig Dollar sowie eine Pistole aus seinen Taschen und entkam in die Berge. |

Campbells Leichnam wurde auf dem Friedhof einer Kirche in San Antonio begraben. Sein Mörder wurde nur kurze Zeit nach der Tat gefangen genommen und hingerichtet.

## Verbleib der Werke
Palmquist und Kailborn weisen in ihrem Standardwerk Pioneer Photographers of the Far West nur eine Ambrotypie nach. Dabei handelt es sich um eine halbe Platte im Bestand der Oregon Historical Society, die Hamilton Campbell in seinem Fotostudio zeigt. Darüber hinaus existieren zumindest noch die oben abgebildeten Ambrotypien, die zwischen 1854 und 1862 entstanden.